# Naar het zuiden wijzende wagen

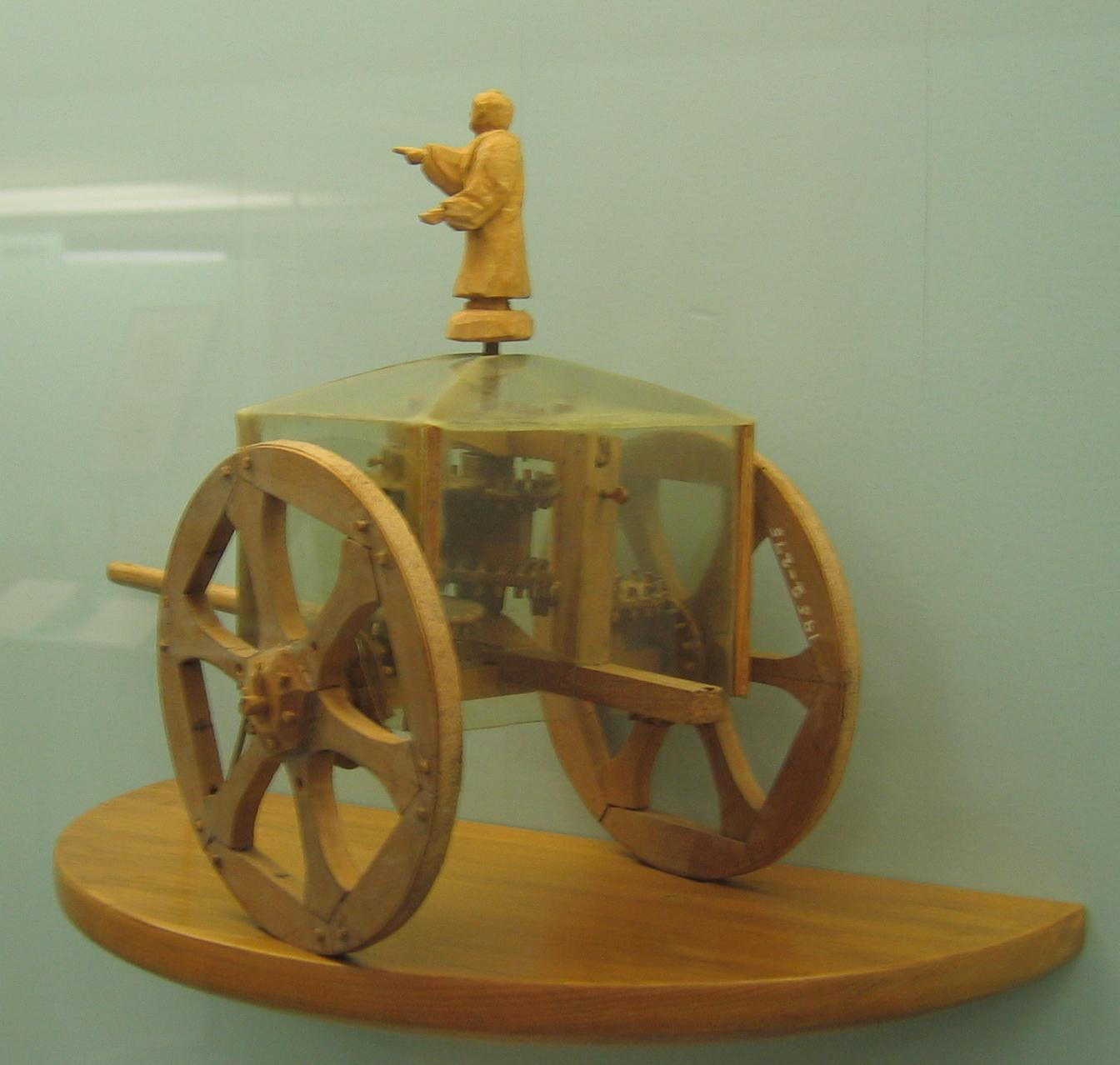
Model in het Science Museum in Londen.

Een naar het zuiden wijzende wagen (traditionele Chinese karakters: 指南車; vereenvoudigde Chinese karakters: 指南车; Hanyu pinyin: zhǐ nán chē) was een oud-Chinese tweewielige wagen met een beweegbare aanwijzer om het zuiden aan te wijzen, ongeacht de richting waarin men reed. Gewoonlijk nam de aanwijzer de vorm van een pop of figuur aan met uitgestrekte arm. We vinden hiervan al een vermelding in een militair handboek uit de eerste helft van de 11e eeuw v.Chr.